# Муньос, Мойсес
Мойсе́с Муньо́с (исп. Moisés Alberto Muñoz Rodríguez; 1 февраля 1980 года, Морелия, Мексика) — мексиканский футболист, вратарь, известный по выступлениям за клубы «Монаркас Морелия», «Америка» и сборную Мексики.
Муньос приходится кузеном мексиканскому вратарю Карлосу Фелипе Родригесу.

## Клубная карьера
Мойсес родился в Морелии и является воспитанником местной футбольной академии клуба «Монаркас Морелия». 19 сентября 1999 года в матче против «Толуки», Муньос дебютировал в чемпионате Мексики. Основным голкипером команды он стал только с сезона 2002 года. Защищал цвета клуба на протяжении 11 лет, поставив своеобразный рекорд среди всех вратарей мексиканских команд. Муньос провёл за «монархов» 282 матча и пропустил 372 мяча. С командой он дважды завоевал серебряные медали чемпионата — в сезонах Апертуры 2002 и Клаусуры 2003.
В 2010 году Мойсес был обменян на драфте в «Атланте» на вратаря Федерико Вилара. 25 июля в матче против «Сантос Лагуна», Муньос дебютировал за новый клуб. Мойсес быстро стал основным вратарем и провёл в рядах «Атланте» два сезона, приняв участие в 53 встречах.
Зимой 2011 года Муньос перешёл в столичную «Америку». 8 января 2012 года в матче против «Керетаро», Мойсес дебютировал за новую команду. В ответном поединке финала против «Крус Асуль» Муньос забил на 93-й минуте гол, который помог перевести игру в дополнительное время, а затем и серию пенальти, где «Америка» выиграла титул. В 2015 году Мойзес помог «Америке» впервые в истории выиграть Лигу чемпионов КОНКАКАФ. В 2016 году он во второй раз подряд стал победителем Лиги чемпионов КОНКАКАФ.
В начале 2017 года Муньос на правах аренды перешёл в «Чьяпас». 8 февраля в матче против своего предыдущего клуба «Америки» он дебютировал за новую команду. Летом того же года Мойсес на правах аренды присоединился к «Пуэбле». 29 июля в матче против своей бывшей команды «Монаркас Морелия» он дебютировал за новый клуб.

## Международная карьера
27 октября 2004 года в товарищеском матче против сборной Эквадора, Муньос дебютировал в сборную Мексики. На Кубке Америки 2004 и Кубке Конфедераций 2005, Мойсес ездил в качестве второго вратаря. Первым турниром в котором он принял участие в качестве основного вратаря стал Золотой Кубок КОНКАКАФ в 2005 году. На турнире Мойсес сыграл в матчах против сборных Гватемалы, Ямайки и Колумбии. В 2006 году Муньос попал в расширенный список кандидатов на поездку в Германию на Чемпионат Мира 2006, но в окончательную заявку включён не был.
В 2013 году во второй раз принял участие в Золотом кубке КОНКАКАФ. На турнир он сыграл в матче против команды Мартиники.
В 2015 году Муньос стал обладателем Золотого кубка КОНКАКАФ. На турнире он был запасным вратарём и на поле не вышел.
В 2017 году Муньос стал бронзовым призёром Золотого кубка КОНКАКАФ. На турнире он сыграл в матче против Ямайки.
В 2019 году Муньос принял участие в 1-м сезоне телепроекта Певец в Маске (Мексика) под маской Петуха. Выбыл в 1 выпуске, заняв предпоследнее, 15-е место.

## Достижения
Клубные
 «Америка»
- Чемпионат Мексики по футболу — Клаусура 2013
- Чемпионат Мексики по футболу — Апертура 2014
- Обладатель Кубка чемпионов КОНКАКАФ — 2014/2015
- Обладатель Кубка чемпионов КОНКАКАФ — 2015/2016

Международные
 Мексика
- Золотой кубок КОНКАКАФ — 2015
- Золотой кубок КОНКАКАФ — 2013
- Золотой кубок КОНКАКАФ — 2017

## Автокатастрофа
3 июля 2012 года Муньос вместе с женой и двумя детьми, попал в аварию, потеряв управление свои автомобилем. Машина перевернулась, семья вратаря была доставлена в больницу. Сам голкипер получил черепно-мозговую травму, которая, как оказалось позже, не угрожает его жизни и карьере.